# Oude Stadhuis van Amsterdam

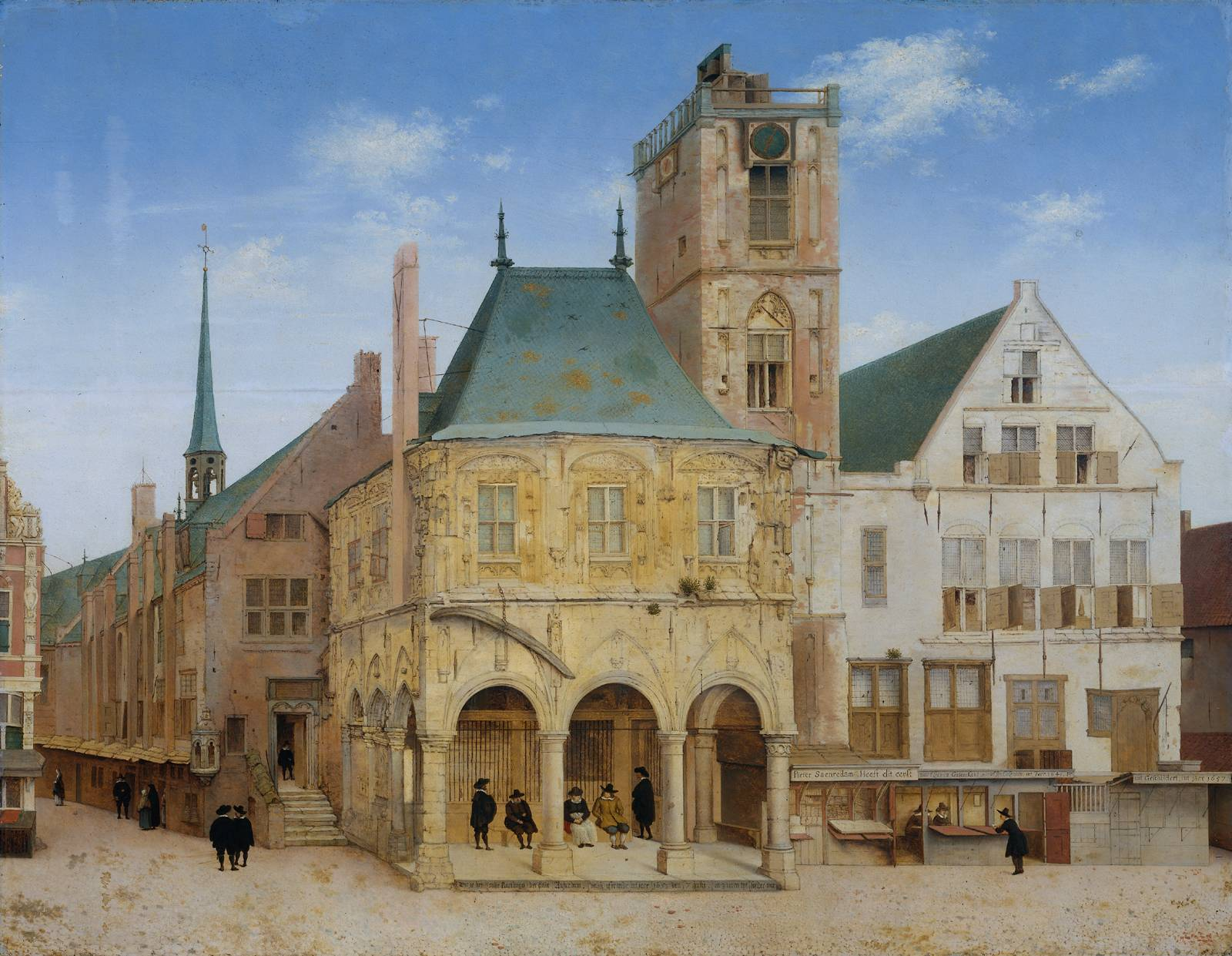
Het Oude Stadhuis van Amsterdam op een schilderij uit 1657 van Pieter Jansz Saenredam (1597-1665).

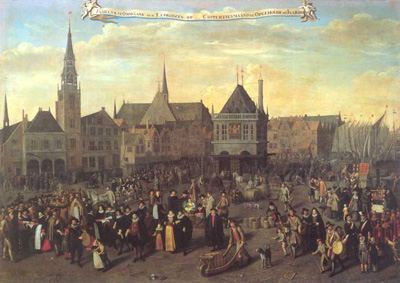
De Dam in 1604 tijdens de laatste Leprozenommegang op Koppertjesmaandag. Het Oude Stadhuis van Amsterdam nog met de torenspits, die in 1615 werd verwijderd, op een schilderij van Adriaen van Nieulandt (ca. 1586-1658).

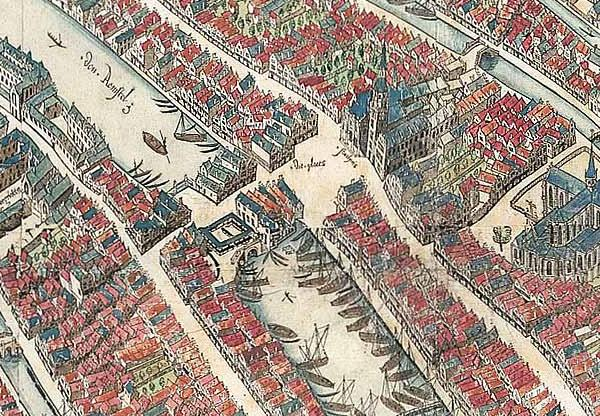
Ligging van het Oude Stadhuis aan de Dam op een detail van de kaart van Cornelis Anthonisz. uit 1544.

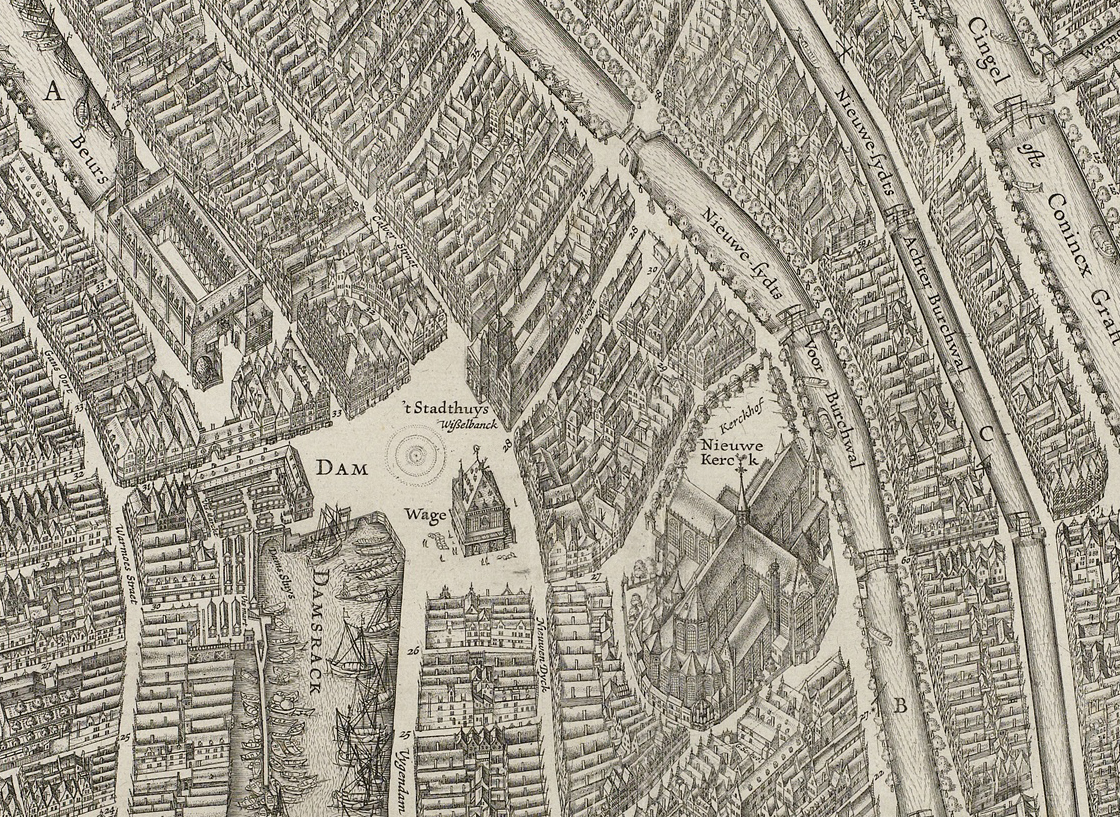
Ligging van het Oude Stadhuis aan de Dam op een detail van de kaart van Balthasar Florisz. van Berckenrode uit 1625.

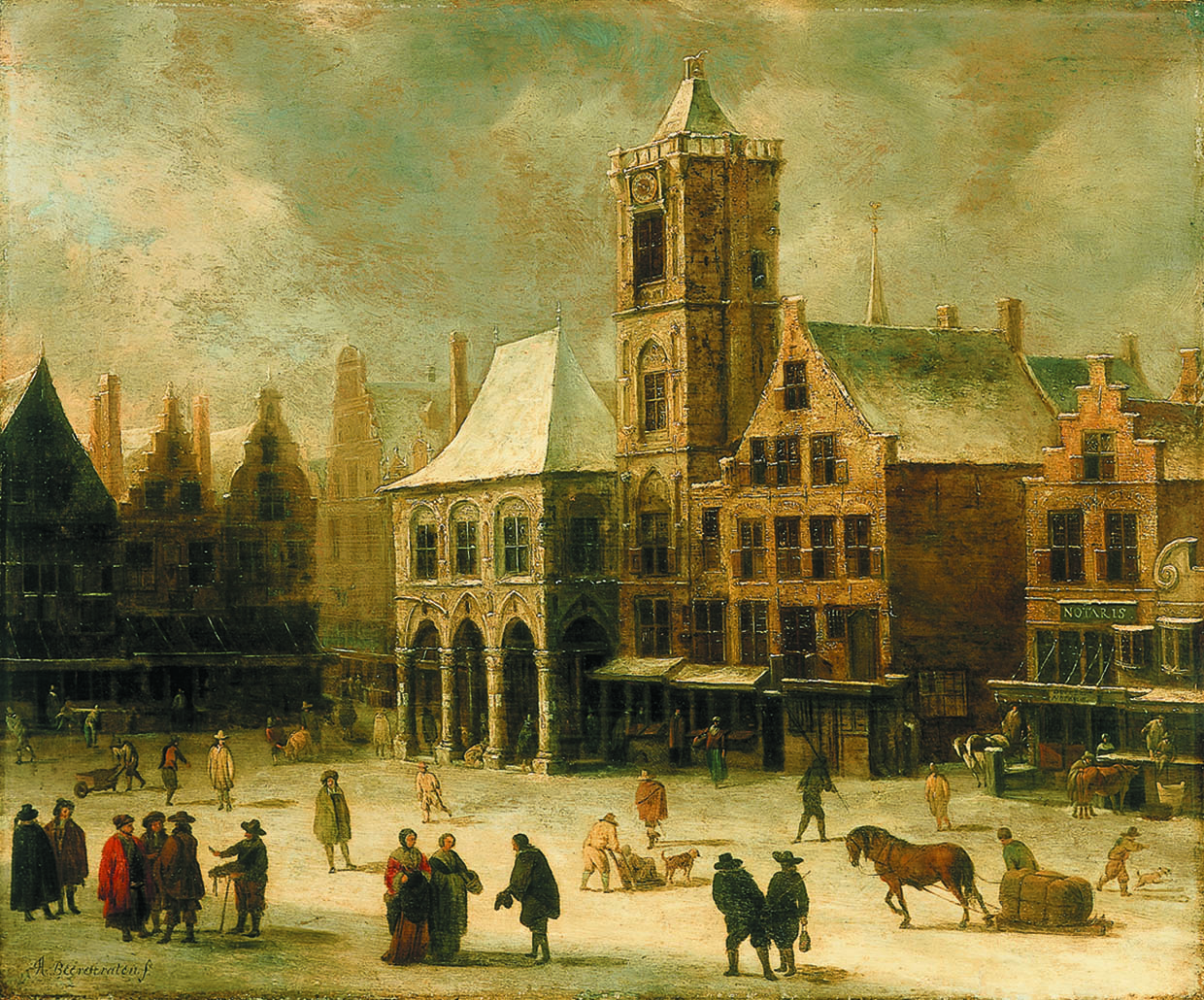
Gezicht op de Dam met het Oude Stadhuis bij winter. Rechts de ingang van de Vogelsteeg; 1630. Schilderij van Jan Abrahamsz. van Beerstraten (1622-1666).

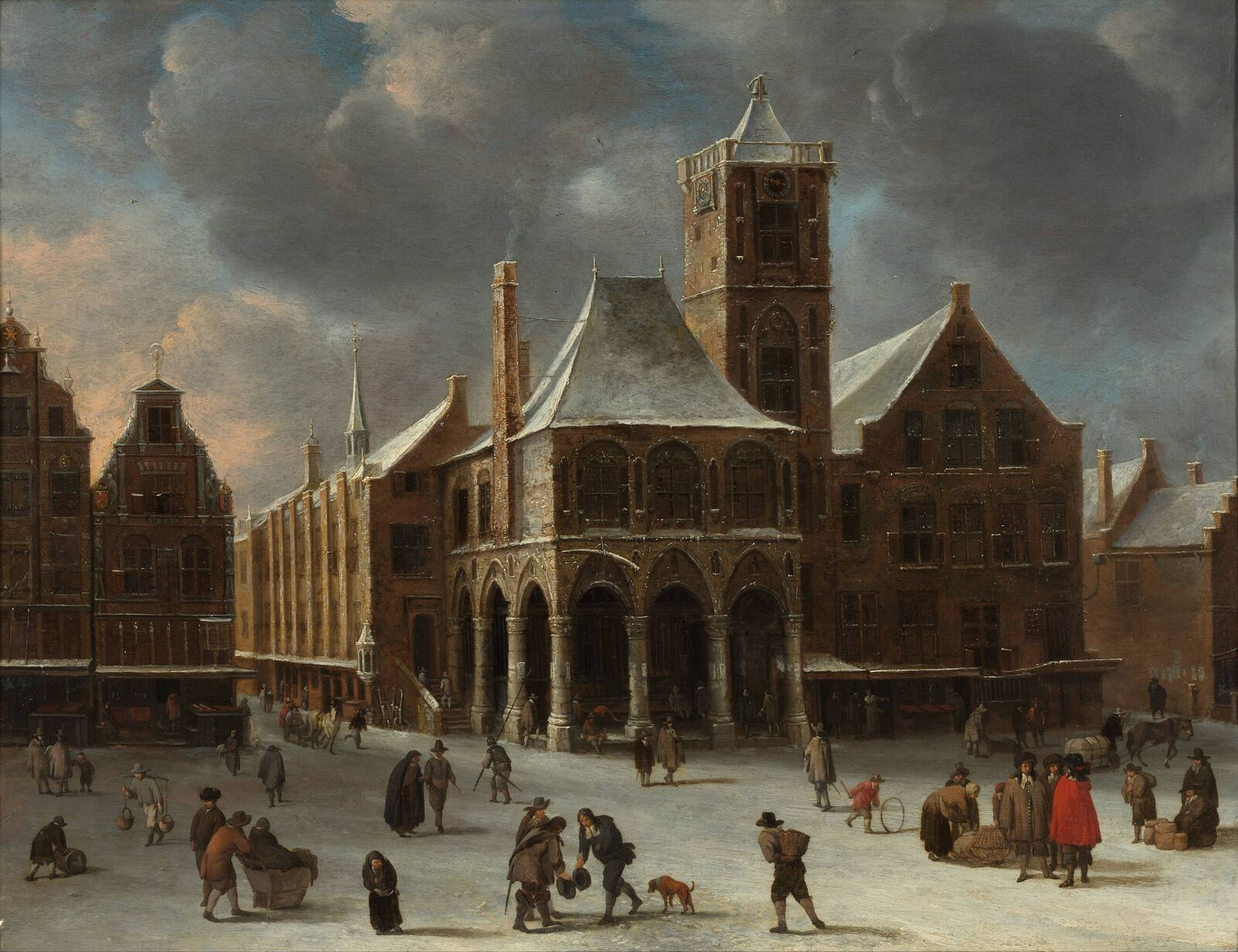
Het oude stadhuis in Amsterdam bij winter. Links de ingang van de Gasthuissteeg, met de Gasthuiskapel. Geschilderd tussen 1658 en 1665 door Jan Abrahamsz. van Beerstraten (1622-1666).

Het Oude Stadhuis van Amsterdam was het eerste stadhuis van de middeleeuwse, nog kleine, stad Amsterdam. Het heeft bestaan vanaf de veertiende eeuw tot aan de brand op 7 juli 1652. Het werd daarna in 1655 vervangen door het grote nieuwe stadhuis, sinds 1808 Paleis op de Dam genaamd.

## Geschiedenis
Toen Amsterdam in de 14e eeuw uitgroeide van dorp naar stad kreeg het behoefte aan een stadhuis. Het eerste huis dat echt als stadhuis diende is waarschijnlijk in de 14e eeuw gebouwd aan de Plaetse, nu de Dam, tussen de Kalverstraat en Nieuwendijk. Deze straten liepen aanvankelijk in elkaar over als westelijke dijk langs de Amstel.
Net als in plattelandsgemeenten rondom Amsterdam werd door het stadsbestuur aanvankelijk vergaderd en recht gesproken in een plaatselijke herberg of een huis dat meerdere doeleinden diende. In een huis in de Sint Olofskapelsteeg werden de zittingen van het stadsbestuur gehouden en dat huis diende tevens tot gevangenis.
Na het verkrijgen van stadsrechten in 1342 groeide de stad zo snel dat de administratie niet meer in een gelegenheidsruimte paste en men begon uit te zien naar een vaste en meer representatieve locatie. Die werd iets voor 1368 gevonden door het verwerven van een erf met huis van en naast het Heilige Geestgasthuis bij de Dam. Het bestaande huis werd gesloopt en een nieuw gebouw neergezet. Dat is het meest rechtse gebouw dat we op het complex van het eerste stadhuis van Amsterdam kunnen zien; een nog steeds eenvoudig gebouw met twee lagen, een zolder en een zadeldak.
Tijdens de bouw huurde de vroedschap tijdelijk het huis van Gheryt Wedighe op de damsluis, waarvoor er vermeldingen in de Grafelijkheidsrekeningen van 1368 en 1369 voorkomen. Waarmee meteen vastgesteld is dat alles wat op de dam stond, inclusief de damsluizen, eigendom van de graaf van Holland was. Rond 1395 kon de nieuwbouw betrokken worden.
Kort na 1390 liet het stadsbestuur het meest zuidelijke blok aan beide zijden van de Windmolenstraat (Nieuwendijk) slopen. Zo ontstond aan de oostkant en daaraan grenzende westelijke deel van de Middeldam een nieuw plein, de Plaetse. Op de grond ten westen van de straat werd een nieuw stadhuis gebouwd. Het Amsterdamse patriciaat creëerde dus zijn eigen nieuwe machtscentrum, economisch en politiek.

## Uitbreidingen en herstellingen
Vanaf eind 14e eeuw werd het complex diverse malen uitgebreid en hersteld na de grote stadsbranden van 1421 en 1452. Hierna werd het stadhuis herbouwd en uitgebreid met een stadhuistoren en een vierschaar.
Stadshistoricus Jan Wagenaar stelt dat in of vlak na 1418 de vierschaar gereed kwam. Van de toren is dat minder zeker. Of de bouw al begonnen was toen de volgende, nog desastreuzere, brand van 1452 de boel weer in de as legde blijft onduidelijk. Feit is dat er na die laatste brand een toren en een vierschaar gebouwd werden.
Het complex bestond uit een samenraapsel van gebouwtjes, huizen en een toren aan de Dam. De rooilijn van het geheel liep ongeveer in de tegenwoordig geheel denkbeeldig geworden lijn van Nieuwendijk naar Kalverstraat, oostelijker dus dan die van het latere stadhuis (Paleis op de Dam).
Tot na het midden van de 14e eeuw zijn naastliggende panden bij het oorspronkelijke stadhuis getrokken. Voor de laatste vergroting, in 1557, lieten de burgemeesters een houten model maken om zich met de vroedschap een idee van de verbouwing te kunnen vormen. Bovendien gingen zij zich elders op de hoogte stellen onder meer met het oog op de bouw van gevangenissen.
Op afbeeldingen van het Oude Stadhuis is rechts het oudste gedeelte te zien, daterend uit de 15e eeuw, met in het midden een soort aanbouw, waar achter de gotische arcade, de vierschaar, recht werd gesproken. De rechtspraak kon van buitenaf worden gevolgd. Een overblijfsel uit de tijd dat dit in het open veld gebeurde.
Links is de ingang te zien van de Gasthuissteeg (hier ligt nu de Paleisstraat), genoemd naar het voormalige Sint-Elisabethgasthuis of Oude Gasthuis, dat in 1492 bij het stadhuis werd gevoegd. Rechts is de ingang van de Vogelsteeg te zien, waaraan sinds 1609 de Amsterdamsche Wisselbank gevestigd was. De toren werd oorspronkelijk bekroond door een hoge spits. Deze moest echter in 1615 wegens bouwvalligheid worden afgebroken, er bleef een stompe toren over. Boven de linker arcade hangt een walviskaak. Dit kwam bij wel meer 'gerechtsgebouwen' voor, onder andere in Amersfoort. In de bovenzaal kwam de weeskamer samen.
Aan de noordzijde werd het complex begrensd door de Vogelsteeg, ten noorden daarvan stond nog bebouwing die grensde aan de Nieuwe Kerk, die toen geheel door huizen omgeven was. De later aangelegde Mozes en Aäronstraat ligt noordelijker, tegen de kerk aan. Aan de westzijde werd het gebouwencomplex steeds verder uitgebreid en strekte zich uiteindelijk uit tot aan de Nieuwezijds Voorburgwal.
Het complex lag op de plaats van het huidige paleis tussen de Dam en de Nieuwezijds Voorburgwal. Na de brand op 7 juli 1652 werden de werkzaamheden voorlopig verplaatst naar het Prinsenhof. De bouw van het nieuwe grote Stadhuis (thans Paleis op de Dam) was al begonnen, omdat het oude middeleeuwse raadhuis niet meer voldeed voor de inmiddels grote en rijke stad Amsterdam.
Met de sterke groei van de stad aan het einde van de 16e en in de 17e eeuw kwamen er ook steeds meer ambtenaren te werken op het stadhuis. Werk-, vergader- en opslagruimte werd schaars. Het oude stadhuis was in het begin van de 17e eeuw ook bouwvallig. In het gebouw liepen ratten rond, die zich een weg vraten door de papieren archieven. Als gevolg van gebrek aan voldoende verwarming zat men in de kou of juist te dicht bij de haard.

## De brand in 1652
De grote brand van 7 juli 1652 maakte een einde aan het Oude Stadhuis en zorgde voor extra ruimte voor de bouw van het reeds begonnen nieuwe Stadhuis er achter. Maar de brand kwam niet als geroepen, want in het oude raadhuis lagen nog tal van zaken van waarde, die voor een deel slechts met moeite gered konden worden.
Er waren er die hun leven op het spel zetten om de stadspapieren uit de vlammenzee te redden. De munten van de in het stadhuis gevestigde Wisselbank hadden natuurlijk ook hun belangstelling, maar de inzet was opmerkelijk. Er was na afloop wel enige aandrang nodig om er voor te zorgen dat alles weer netjes bij het stadsbestuur werd ingeleverd. Tijdgenoot Joost van den Vondel getuigde op dichterlijke wijze van het dappere optreden van de Amsterdammers.

## Archiefstukken en kostbaarheden
Een aantal belangrijke oorkonden zoals het tolprivilege van Floris V uit 1275 lagen niet in het stadhuis, maar in de vermaarde 'IJzeren Kapel' in de Oude Kerk. Aan de Dam bevonden zich gerechtelijke en bestuurlijke stukken, zoals die van oude tijden werden bewaard en in de 17de eeuw zelf werden voortgebracht door functionarissen van de stad. In de toren, in de grote vergaderruimte noordelijk van de toren, en in verschillende andere vertrekken waren deze papieren merendeels opgeborgen in laden. Door klerken werden registers bijgehouden. Het is goed voorstelbaar hoe de brand in dit doolhof vol papieren snel om zich heen sloeg en eigenlijk is het een wonder dat zo veel uit de vuurzee is gered.
Bij de brand van 1652 werden verschillende kostbaarheden uit het stadhuis in veiligheid gebracht. Behalve het grootste deel van het voor de koopstad Amsterdam zo belangrijke geld van de Wisselbank, bleven bijvoorbeeld ook de houten beelden van Hollandse graven gespaard. Die zijn nog steeds te bewonderen in het Amsterdams Historisch Museum. Ook het archief van de stad bleef grotendeels behouden en dat was te danken aan het optreden van de burgerij.
De brand was niet de eerste op die plaats: ook bij stadsbranden in 1421 en 1452 werd het Amsterdamse raadhuis getroffen. In ieder geval wat betreft de eerste brand zijn er aanwijzingen in officiële stukken dat ook boeken en brieven van de stad verloren gingen, maar welke precies is niet bekend. Hetzelfde geldt voor de brand van 1652. Het is destijds niet vastgelegd en zeker na de storm die in de napoleontische tijd door het archief is gegaan, was het moeilijk om te achterhalen welke schade het archief ondanks moedig optreden van de burgerij waarschijnlijk toch nog opliep.

## Sint-Elisabethgasthuis of Oude Gasthuis
Het Sint-Elisabethgasthuis is het oudst vermelde gasthuis van de stad, gelegen achter het Oude Stadhuis, daar waar nu de Paleisstraat is. Op de afbeeldingen van het Oude Stadhuis is het torentje links dat van de Gasthuiskapel. De eerste vermelding van het gasthuis is in 1361. Het werd waarschijnlijk gesticht door een gilde of broederschap en het was uitsluitend voor mannen bestemd.
Direct bij de stichting is ook sprake van een 'bayart', een nachtasiel te vergelijken met onze Hulp voor onbehuisden. Al in 1371 werden de lasten te zwaar en werd het bestuur overgedragen aan de rentmeesters van het Heilige Geestgasthuis, die uit kerkelijke bronnen konden putten. Of dat instituut al bestond of voor deze gelegenheid werd gesticht is onbekend. Behalve 'Heilige Geestgasthuis' wordt het in de literatuur ook wel 'Oude Gasthuis' genoemd.
De ouderdom van dit gasthuis maakte dat het als eenling van de goedgeefsheid van de poorters profiteerde waardoor de financiën steeds rooskleurig waren. In de loop van de 15e eeuw kan echt gesproken worden van een rijke instelling, waarbij de regenten succesvol opereerden met de vele kleine legaten die binnen kwamen.
Vanaf 1410 werden ook proveniers opgenomen en in 1450 werd de 'bayart' ook ingericht voor vrouwen en kinderen; wat allemaal weer bijdroeg aan een gezond financieel klimaat. In 1492/'93 werd het Sint-Elisabethgasthuis samengevoegd met het Sint-Pietersgasthuis aan de Grimmenes. Hieruit is later het Binnengasthuis voortgekomen.
Dat was omdat het stadhuis nodig uitbreiding behoefde en de gebouwen van het gasthuis die kon leveren. De gebouwen werden niet afgebroken maar aangepast en bleven staan tot ze voor de bouw van het nieuwe Stadhuis moesten wijken.

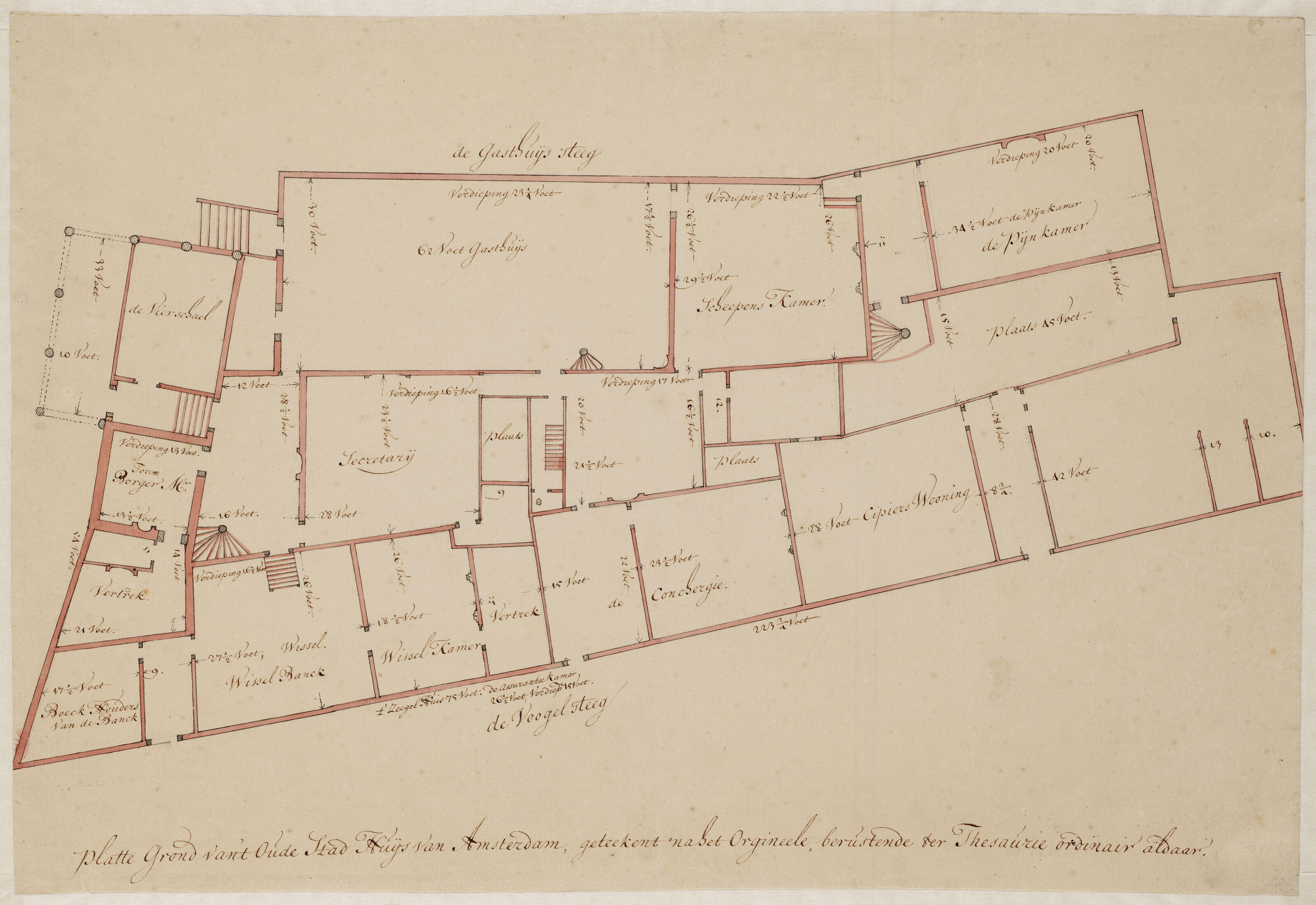
Plattegrond van het Oude Stadhuis; 1639. Links de Dam, boven de Gasthuissteeg, rechts de Nieuwezijds Voorburgwal en onder de Vogelsteeg. Het noorden is aan de onderzijde. Stadsarchief Amsterdam.
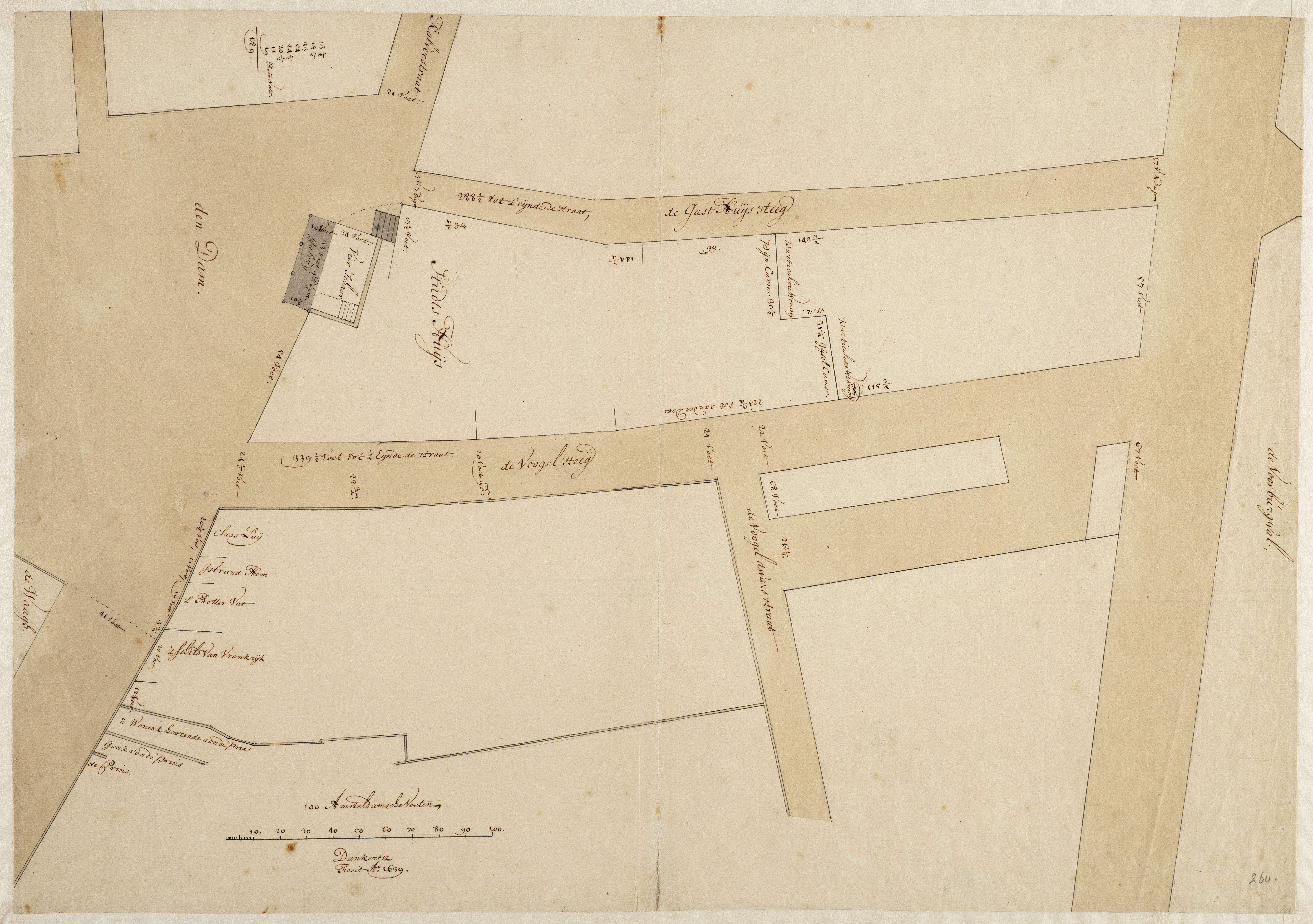
Plattegrond van het Oude Stadhuis en omgeving uit 1639. Links de Plaetse, in het midden het Oude Stadhuis, rechts de Nieuwezijds Voorburgwal, onder de Vogelsteeg de bebouwing langs de Nieuwe Kerk. Het noorden is aan de onderzijde. Stadsarchief Amsterdam, Collectie Atlas Splitgerber.
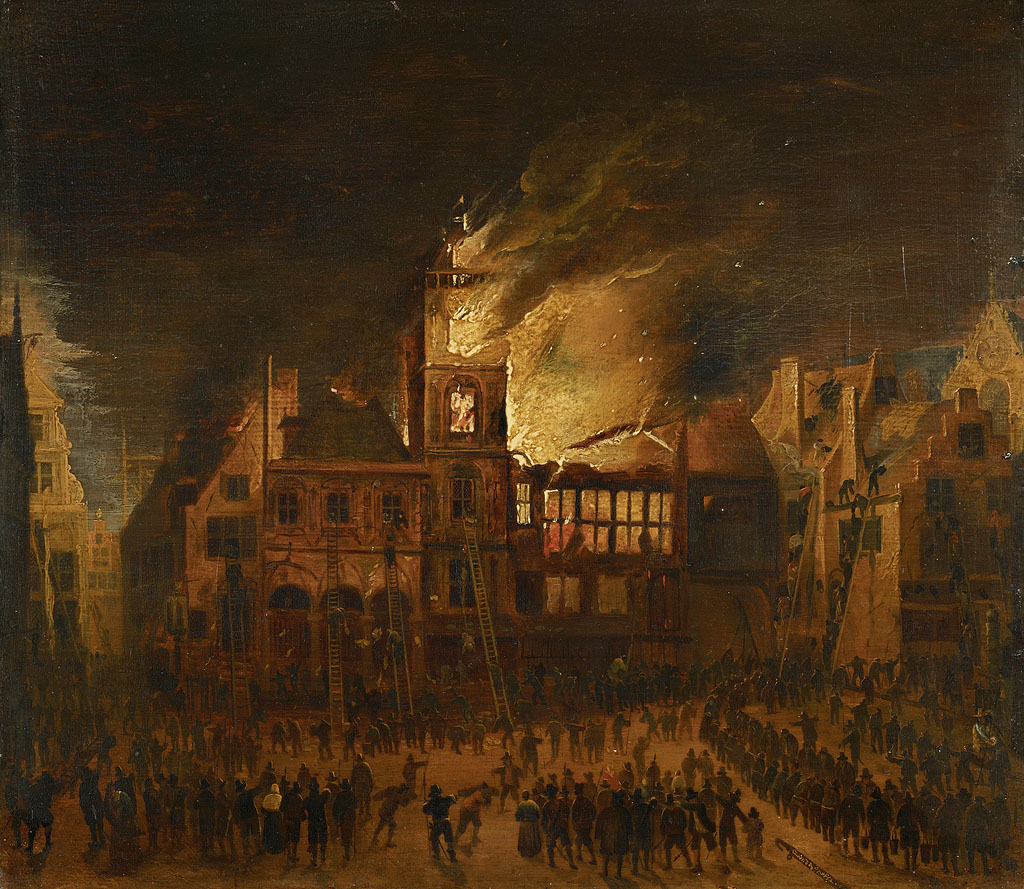
Brand van het Oude Stadhuis op de Dam. Schilderij uit 1683 van Gerrit Lundens (1622-1686).
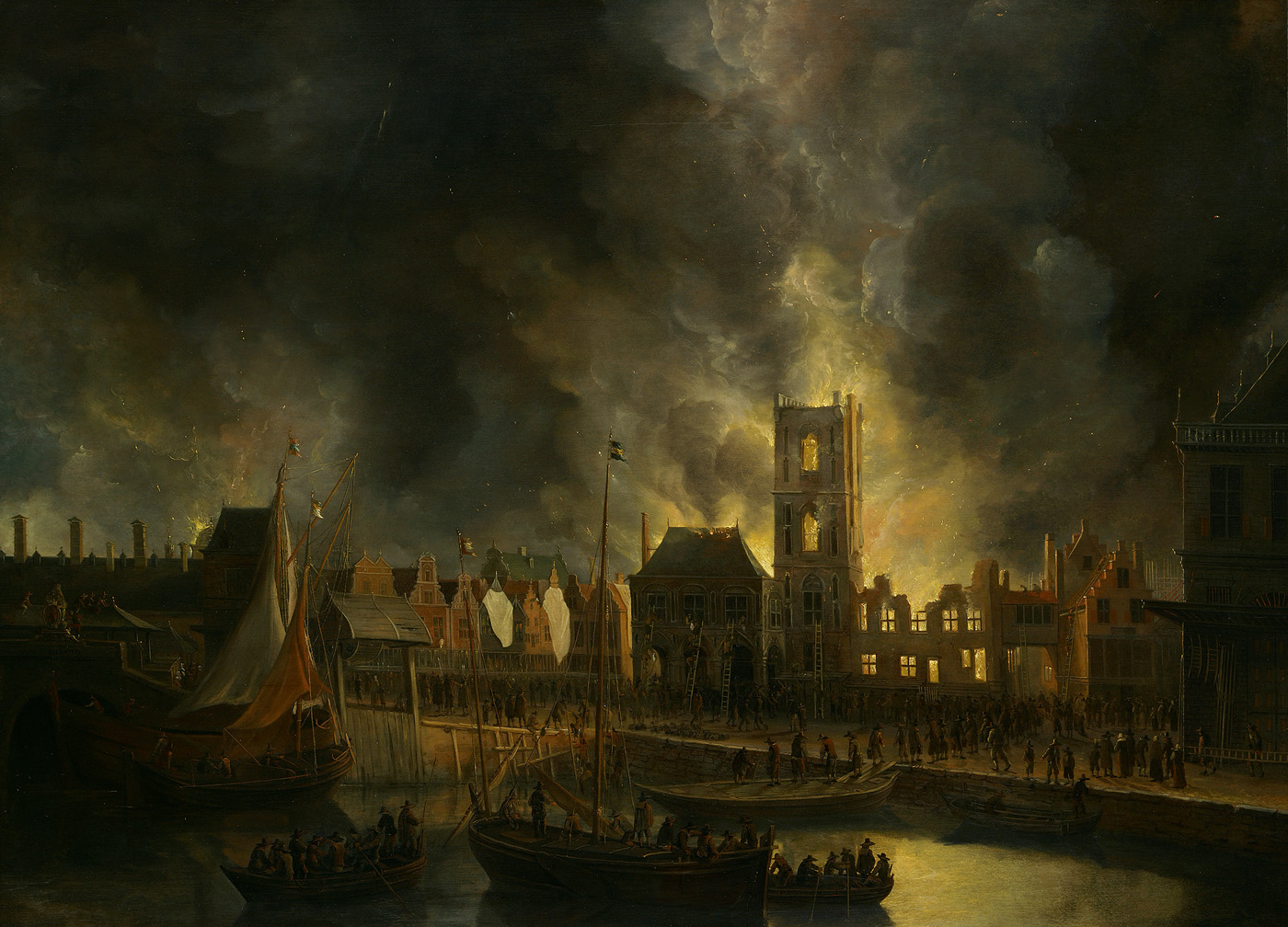
Brand van het Oude Stadhuis op de Dam. Op de voorgrond het water van het Damrak. Schilderij uit 1655 van Jan Abrahamsz. van Beerstraten (1622-1666).
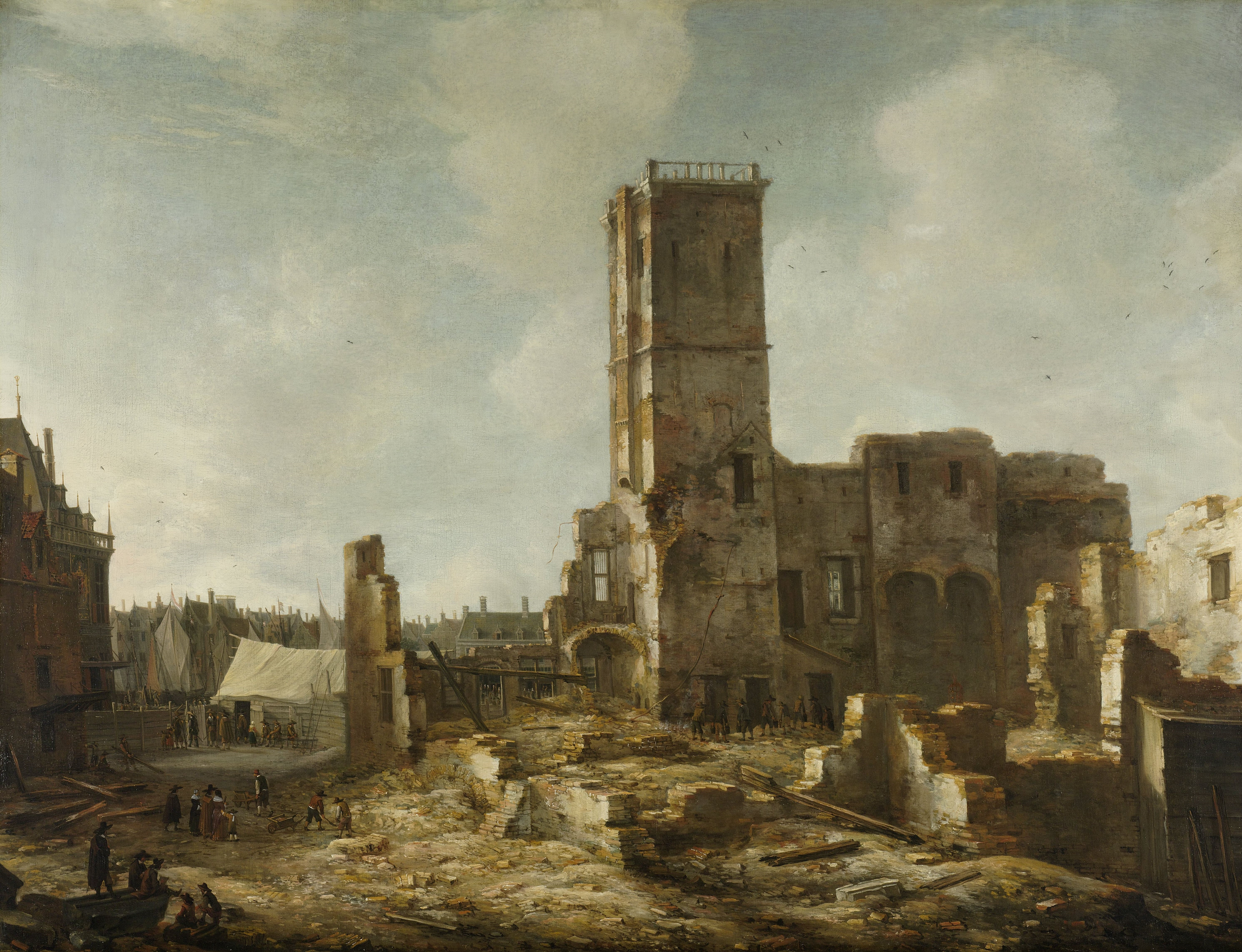
De puinhopen van het Oude Stadhuis te Amsterdam na de brand van 7 juli 1652. Geschilderd tussen 1652 en 1666 door Jan Abrahamsz. van Beerstraten (1622-1666).
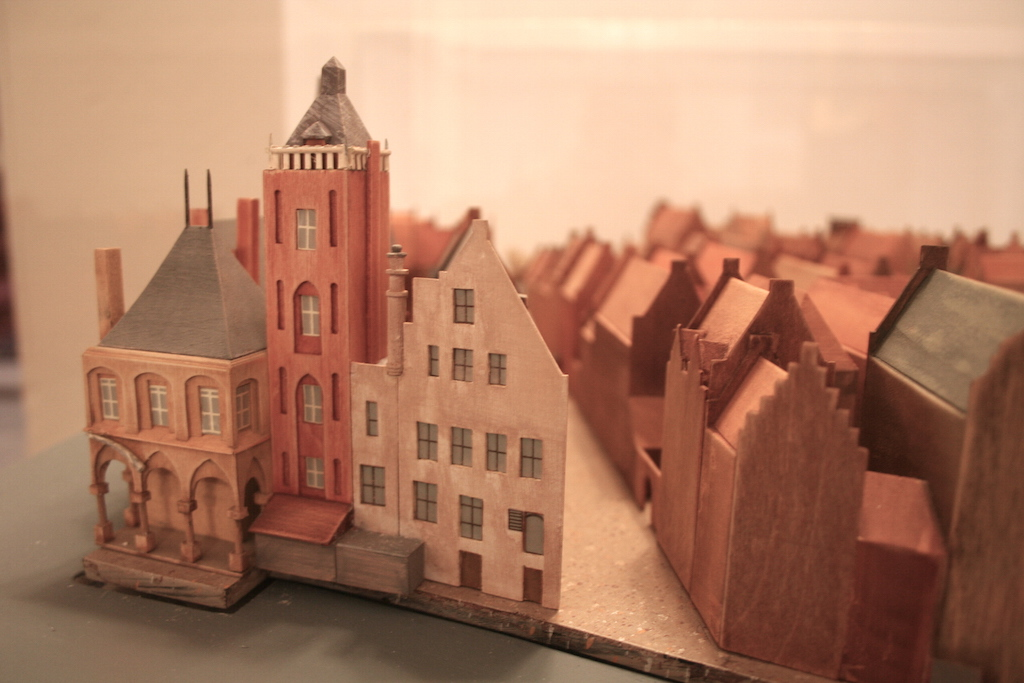
Maquette van het Oude Stadhuis van Amsterdam. Geëxposeerd in het Paleis op de Dam; 2005. Foto: Erik Swierstra.